# 聂鹏举
聂鹏举（1982年12月—），湖南祁阳人，汉族。中华人民共和国政治人物、第十三届全国人民代表大会湖南地区代表丶第十四届全国人民代表大会 地区代表丶商人。

## 生平
2018年2月24日，当选为第十三届全国人大代表。